# Soechoj Soe-33
De Soechoj Soe-33 (Russisch: Су-33) (NAVO-codenaam: Flanker-D) is een multi-role straaljager van de Russische marine. Het toestel is een doorontwikkeling van de Soe-27 en is ontwikkeld door Soechoj en gebouwd door KnAAPO. Er zijn 24 productiemodellen gebouwd die allemaal dienden aan boord van de Admiral Koeznetsov. De Soe-33's zijn uit operationele dienst.

## Beschrijving
Het toestel is in veel opzichten gelijk aan de Soe-27. De meeste veranderingen zijn doorgevoerd om het toestel geschikt te maken voor gebruik op het vliegdekschip. Zo is het landingsgestel verstevigd en heeft het neuswiel een tweede wiel. Ook zijn de vleugels en stabilo's opklapbaar om plaats te besparen in de scheepshangar. Het toestel is tevens uitgerust met een haak om vangkabels op te vangen en heeft het voorvleugels gekregen om extra stabiliteit te bieden bij het opstijgen vanaf de schans aan boord van de Admiral Koeznetsov. Daarnaast heeft het toestel geavanceerde avionica aan boord die het in staat stelt automatisch te landen.
Verder is bij de Soe-33 de mogelijkheid geïntroduceerd tot bijtanken in de lucht, zowel vanaf een tankvliegtuig als van een andere Soe-33 middels de UPAZ-1A pod.

### Rol
Aan boord van de Admiral Koeznetsov vervult de Soe-33 veel rollen. Het toestel is verantwoordelijk voor vlootverdediging en verkenning, maar ook voor het opsporen en leggen van zeemijnen, aanvallen van oppervlakteschepen en het bieden van luchtsteun bij landingen.

## Ontwikkeling
Reeds in 1971, nog voordat de ontwikkeling van de Soe-27 goed en wel begonnen was, werd er in de Sovjet-Unie over nagedacht om een maritieme versie ervan om te gebruiken aan boord van de in ontwikkeling zijnde vliegkampschepen van de types Project 1153 en Project 1160. In 1982, toen de marine de beslissing had gemaakt om de vliegtuigdragende kruisers van het type Project 1143.5 in productie te nemen, werd ook begonnen aan de ontwikkeling van de Soe-27K (toen nog T10-K). Het Soe-27 prototype T10-3 werd aangepast voor tests aan land op de vliegbasis Saky. Niet alleen werd het toestel verstevigd en werd de remparachute vervangen door een haak om vangkabels mee op te pikken, ook werd het uitgerust voor tanken in de lucht. Latere prototypes kregen opklapbare stabilo's en vleugels.
In 1984 begon de bouw van het eerste prototype genaamd T-10K-1. In de lente van 1987 was dit toestel af en op 17 augustus 1987 maakte het de eerste vlucht. Dit prototype stortte echter neer tijdens tests. Het tweede prototype overleefde de tests echter wel en maakte op 1 november 1989 om 13:46 lokale tijd de eerste landing aan boord van de Tbilisi zoals de Admiral Koeznetsov toen nog heette. Pas op 4 oktober 1990 kreeg het schip haar uiteindelijke naam. Op 18 augustus 1991 werd het toestel aan het publiek gepresenteerd, waarna het in 1992 in productie ging. Vanaf toen ging Soechoj het toestel Soe-33 noemen.

### Soe-33UB
Voor het trainen van marinevliegers werd in eerste instantie de Soe-25UTG gebruikt, hoewel de vliegeigenschappen van dit toestel zodanig verschilden van de Soe-33 dat een beter trainingstoestel wenselijk was. De ontwikkeling van de Soe-33UB tweezitter begon in 1996, nadat in de jaren 80 eerdere pogingen afgebroken waren wegens geldgebrek. Het toestel moest in navolging van de Soe-30 als trainer en in gevechtssituaties ingezet kunnen worden. De twee piloten zaten naast elkaar zoals bij de Soe-34 omdat achter elkaar problemen op zou kunnen leveren bij het landen op vliegdekschepen. Op 29 april 1999 maakte het toestel zijn eerste vlucht en aan het eind van dat jaar vloog het voor het eerst vanaf de Admiral Koeznetsov.